# 別所大塚古墳
別所大塚古墳（べっしょおおつかこふん）は、奈良県天理市別所にある古墳。形状は前方後円墳。史跡指定はされていない。

## 概要
奈良盆地東縁、平尾山丘陵西麓の丘陵先端部を切断して築造された大型前方後円墳である。これまでに発掘調査は実施されていない。
墳形は前方後円形で、前方部を北東方向に向ける。墳丘は2段築成。墳丘表面では葺石・埴輪が認められるほか、墳丘周囲には周濠・外堤が巡らされる（前方部東側では切り通しのみ）。墳丘くびれ部で造出は認められない。埋葬施設は後円部における横穴式石室であるが、これまでに破壊されており、現在は大きな採土跡が残る。付近の大型前方後円墳の石上大塚古墳・ウワナリ塚古墳（いずれも天理市石上町）と同様の大型石室であったと推測される。1893年（明治26年）の『大和國古墳墓取調書』ではこの石室から幅約3メートル・長さ4メートル以上の大型組合式石棺が出たことが知られるほか、人骨・金銅製鈴数個・鉄鏃・甲・鉄刀・土器・焼米が出土したという（現在は所在不明）。
この別所大塚古墳は、古墳時代後期の6世紀代の築造と推定される。後期古墳としては奈良県内で有数の規模の古墳になる。付近では別所大塚古墳のほかにも後期大型前方後円墳として石上大塚古墳・ウワナリ塚古墳が分布するが、3基は同様の墳丘規模・石室規模・築造時期であることから類縁関係にあると想定され、一帯の群集墳の盟主墳として物部氏の首長墓とする説が挙げられている。

## 墳丘
墳丘の規模は次の通り。
- 墳丘長：125メートル
- 後円部 - 2段築成。
  - 直径：85メートル
  - 高さ：14メートル
- 前方部 - 2段築成。
  - 幅：105メートル
  - 高さ：15メートル

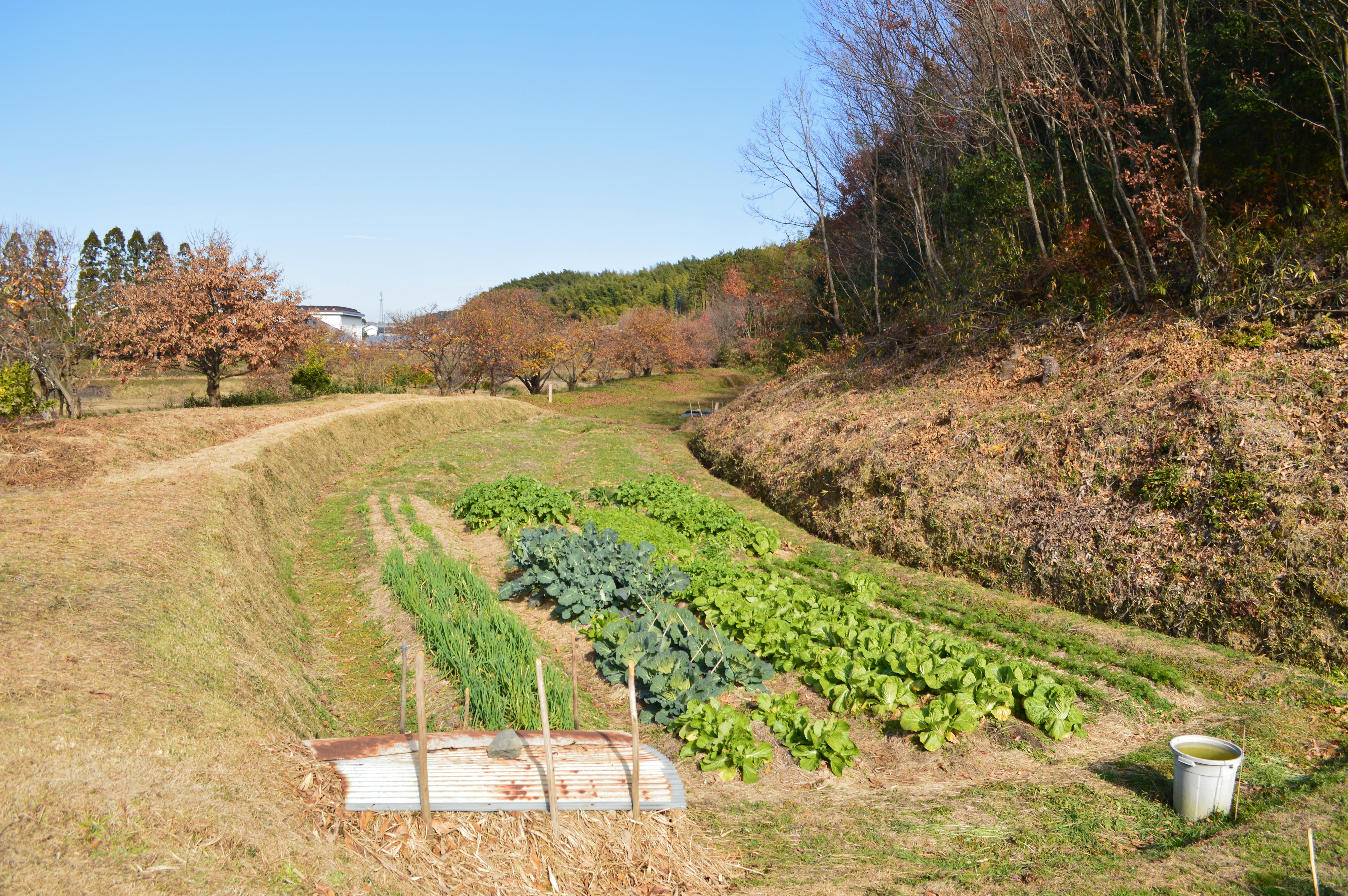
周濠右に後円部、右奥に前方部、左に外堤。

墳丘は前方部東側で尾根端部を切断することによって構築される。墳丘周囲には周濠が巡らされるが完周せず、前方部東側では切り通しのみで周濠は認められない。

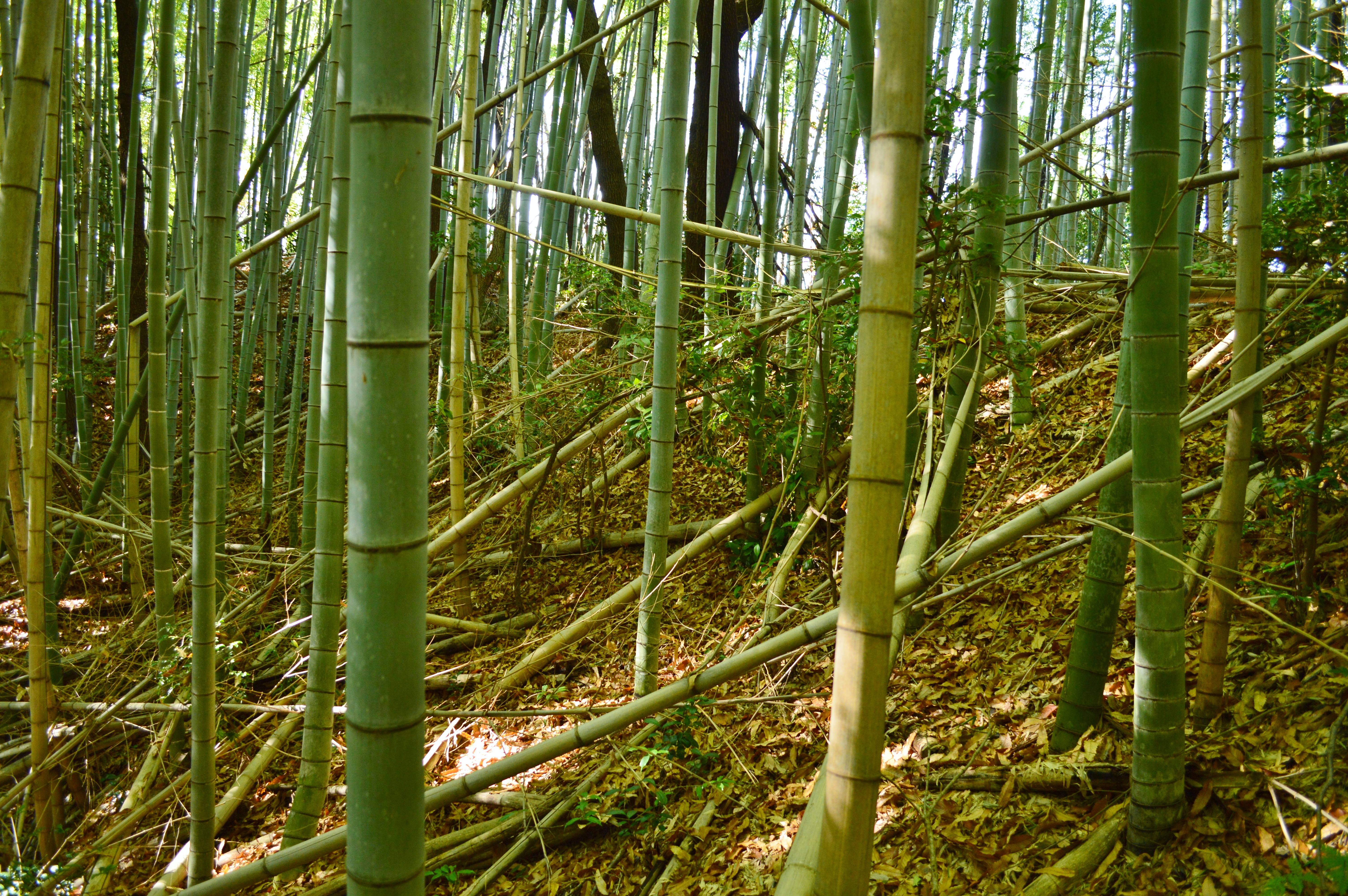
墳丘 右にくびれ部、左奥に後円部。
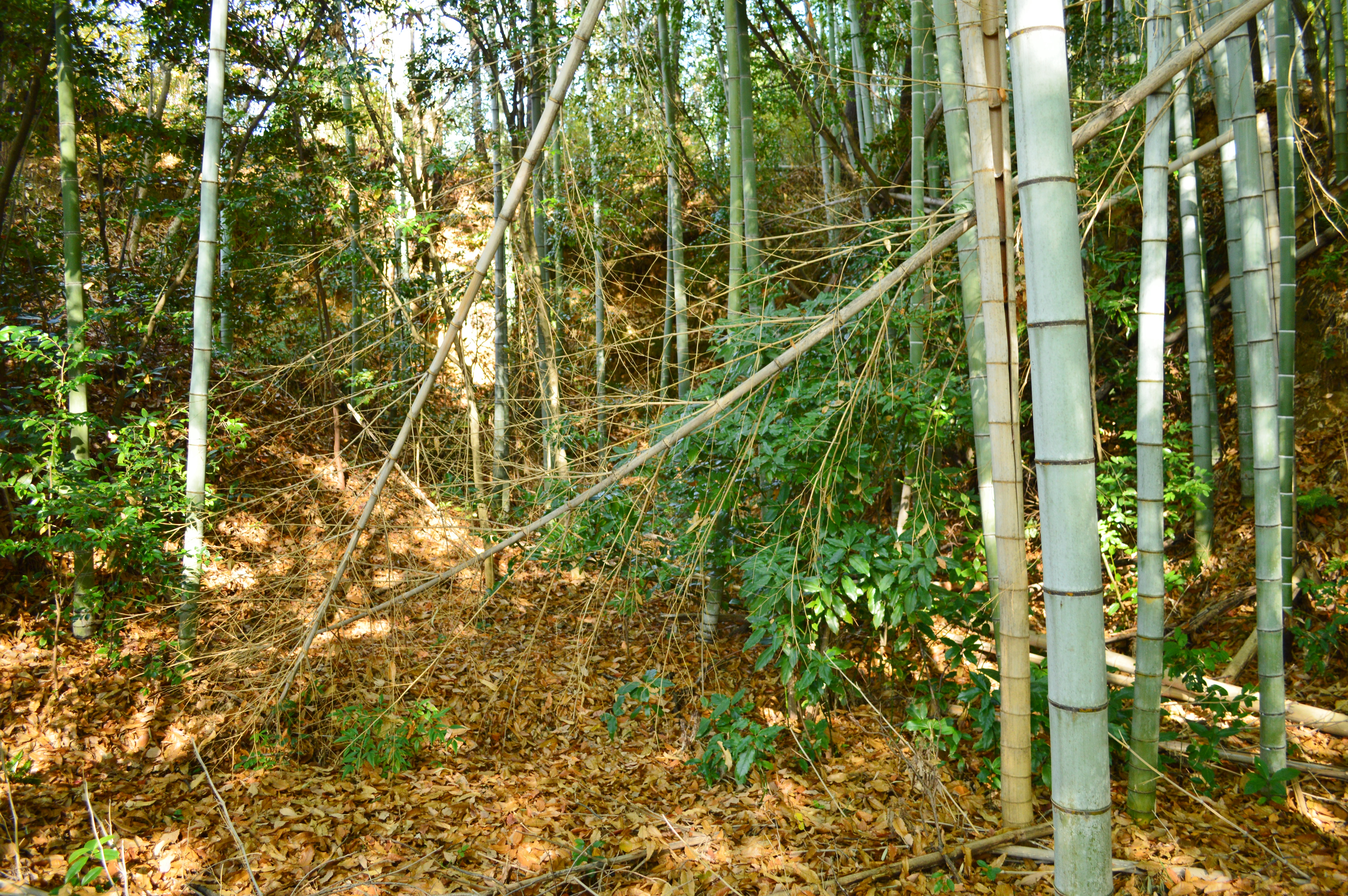
横穴式石室跡
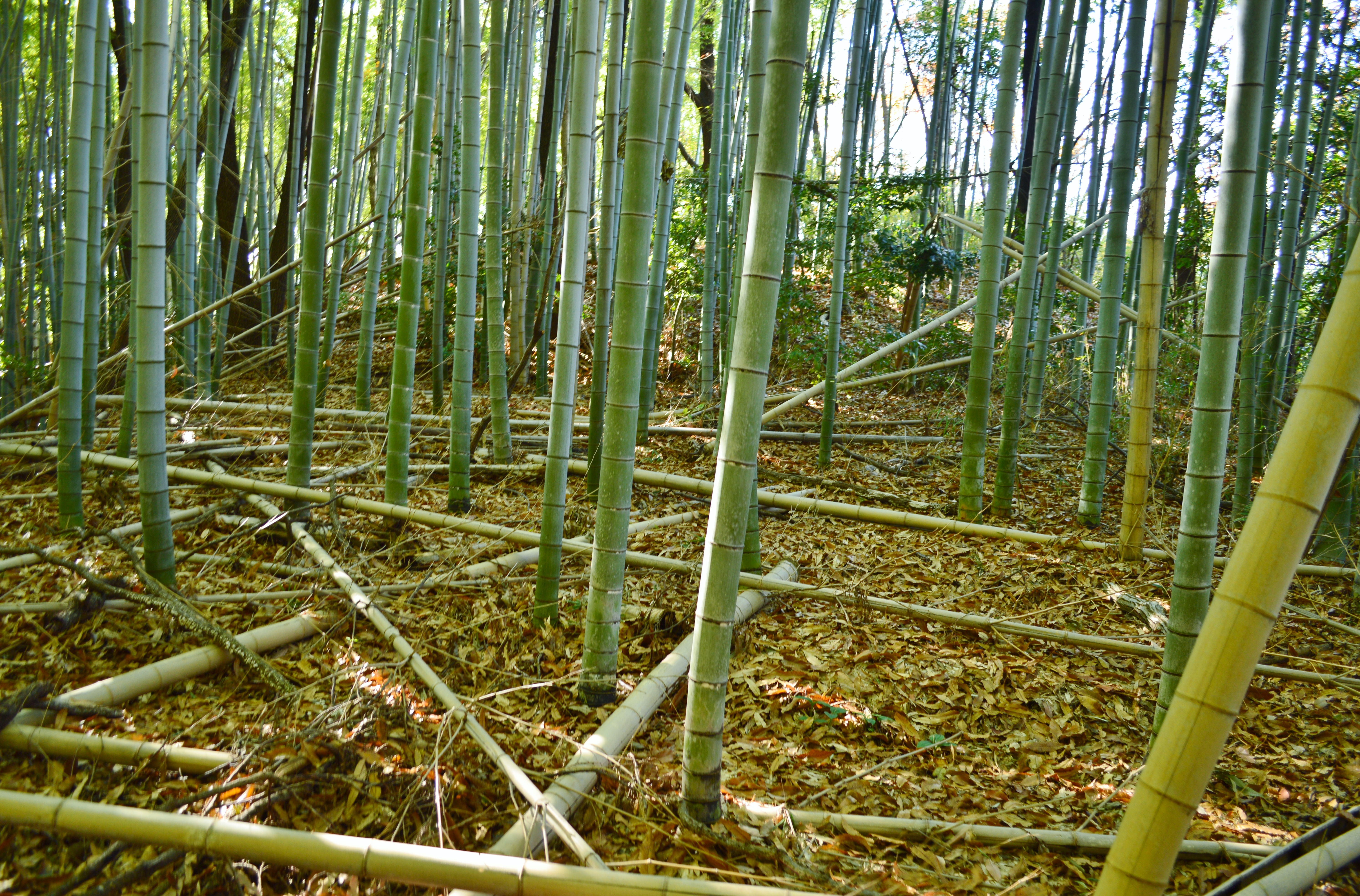
前方部から後円部を望む
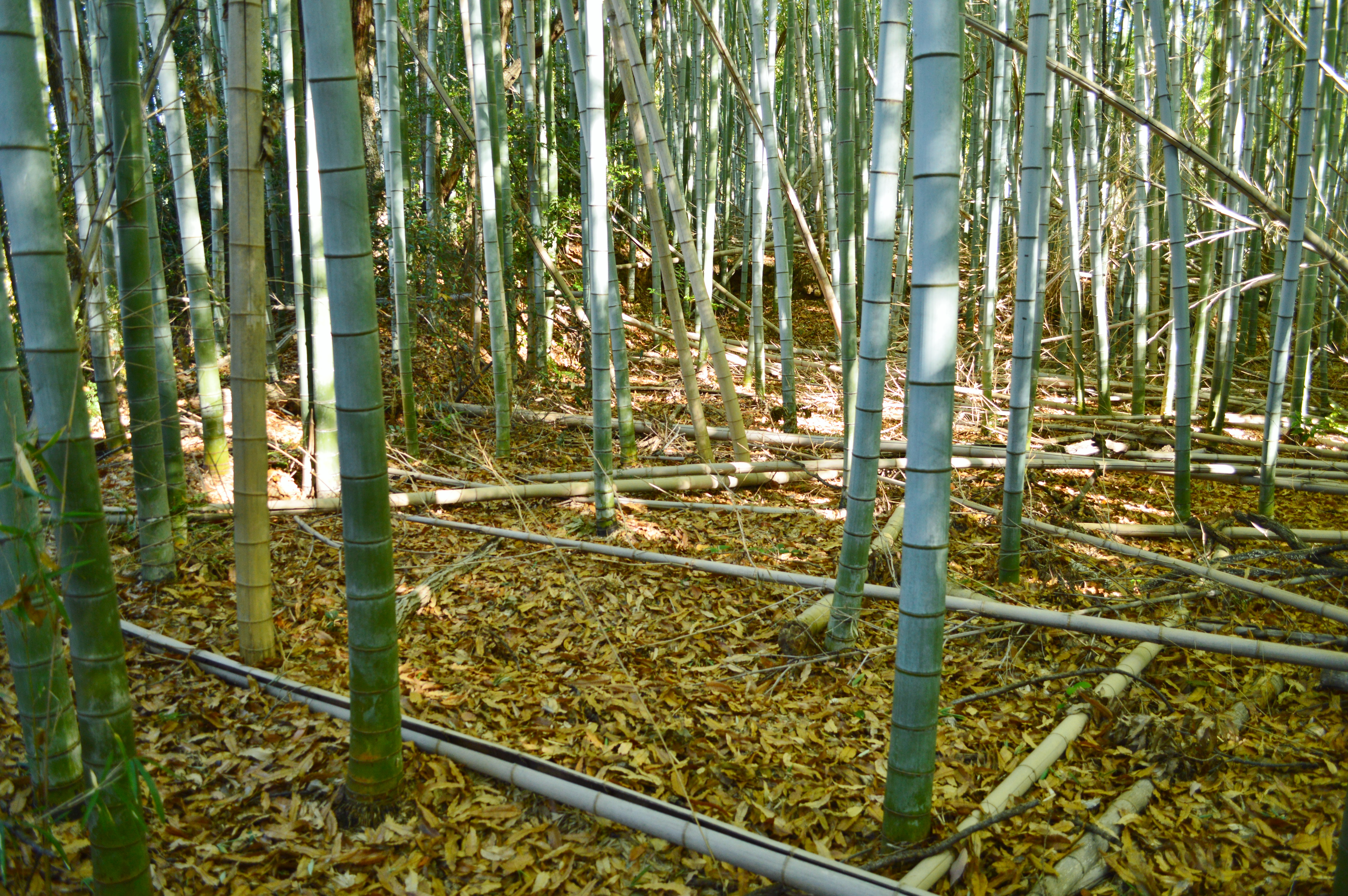
後円部から前方部を望む